# Димитрије Јовановић Кмет
Димитрије Јовановић Кмет (Доња Јајина, 1916 - Веља глава, 1944) био је српски борац у НОР-у.

## Биографија
Основну школу завршио је у родном селу. Постао је члан КПЈ 1941. године и одмах се укључио у оружани устанак, постајући један од његових организатора у свом крају. Био је политички комесар III омладинског батаљона 13. српске бригаде. Погинуо је 1944. године на Вељој глави код Огошта у борби против албанских балиста.

## Биста
На дан 4. јула 1973. године, када се обележавао почетак устанка, подигнута му је биста у родном селу на иницијативу СУБНОР-а. Аутор бисте био је академски вајар Стојан Цветковић, а открио је Милорад Костадиновић Неша.